# 2018年のWTAツアー
2018年のWTAツアーは2018年のWTAツアーの日程と決勝結果である。

## 日程
2018年WTAカレンダーより作成
| グランドスラム          |
| WTAファイナルズ         |
| プレミア・マンダトリー  |
| プレミア5               |
| WTAエリート・トロフィー |
| プレミア                |
| インターナショナル      |
| チームイベント          |

| 日時            | 大会名 | 優勝者                                                        | 準優勝者                                                      | 試合結果 （スコア）    |
| --------------- | --- | ------------------------------------------------------------- | ------------------------------------------------------------- | ---------------------- |
| 1月1日          | ホップマンカップ パース 男女混合国別対抗戦 - ハード (室内) - 8チーム (RR)                                                               | スイス                                                        | ドイツ                                                        | 2–1                    |
| 1月1日          | ブリスベン国際 ブリスベン $1,000,000 - ハード - 30S/32Q/16D                                                                             | エリナ・スビトリナ                                            | アリャクサンドラ・サスノビッチ                                | 6–2, 6–1               |
| 1月1日          | ブリスベン国際 ブリスベン $1,000,000 - ハード - 30S/32Q/16D                                                                             | キキ・ベルテンス デミ・シュールス                             | アンドレヤ・クレパーチ マリア・ホセ・マルティネス・サンチェス | 7–5, 6–2               |
| 1月1日          | 深圳オープン 深圳 $750,000 - ハード - 32S/16Q/16D                                                                                       | シモナ・ハレプ                                                | カテリナ・シニアコバ                                          | 6–1, 2–6, 6–0          |
| 1月1日          | 深圳オープン 深圳 $750,000 - ハード - 32S/16Q/16D                                                                                       | イリーナ＝カメリア・ベグ シモナ・ハレプ                       | バルボラ・クレイチコバ カテリナ・シニアコバ                   | 1–6, 6–1, [10–8]       |
| 1月1日          | ASBクラシック オークランド $250,000 - ハード - 32S/32Q/16D                                                                              | ユリア・ゲルゲス                                              | キャロライン・ウォズニアッキ                                  | 6–4, 7–6(4)            |
| 1月1日          | ASBクラシック オークランド $250,000 - ハード - 32S/32Q/16D                                                                              | サラ・エラニ ビビアネ・スクーフス                             | 穂積絵莉 加藤未唯                                             | 7–5, 6–1               |
| 1月8日          | シドニー国際 シドニー $799,000 - ハード - 30S/32Q/16D                                                                                   | アンゲリク・ケルバー                                          | アシュリー・バーティ                                          | 6–4, 6–4               |
| 1月8日          | シドニー国際 シドニー $799,000 - ハード - 30S/32Q/16D                                                                                   | ガブリエラ・ダブロウスキー 徐一幡                             | ラティシア・チャン アンドレア・セスティニ・フラバーチコバ     | 6–3, 6–1               |
| 1月8日          | ホバート国際 ホバート $250,000 - ハード - 32S/32Q/16D                                                                                   | エリーズ・メルテンス                                          | ミハエラ・ブザルネスク                                        | 6–1, 4–6, 6–3          |
| 1月8日          | ホバート国際 ホバート $250,000 - ハード - 32S/32Q/16D                                                                                   | エリーズ・メルテンス デミ・シュールス                         | リュドミラ・キチェノク 二宮真琴                               | 6–2, 6–2               |
| 1月15日 1月22日 | 全豪オープン メルボルン A$25,036,000 - ハード 128S/96Q/64D/32X シングルス – ダブルス – 混合ダブルス                                     | キャロライン・ウォズニアッキ                                  | シモナ・ハレプ                                                | 7–6(2), 3–6, 6–4       |
| 1月15日 1月22日 | 全豪オープン メルボルン A$25,036,000 - ハード 128S/96Q/64D/32X シングルス – ダブルス – 混合ダブルス                                     | ティメア・バボシュ クリスティナ・ムラデノビッチ               | エカテリーナ・マカロワ エレーナ・ベスニナ                     | 6–4, 6–3               |
| 1月15日 1月22日 | 全豪オープン メルボルン A$25,036,000 - ハード 128S/96Q/64D/32X シングルス – ダブルス – 混合ダブルス                                     | ガブリエラ・ダブロウスキー マテ・パビッチ                     | ティメア・バボシュ ロハン・ボパンナ                           | 2–6, 6–4, [11–9]       |
| 1月29日         | サンクトペテルブルク・レディース・トロフィー サンクトペテルブルク $799,000 - ハード (室内) - 28S/32Q/16D                                | ペトラ・クビトバ                                              | クリスティナ・ムラデノビッチ                                  | 6–1, 6–2               |
| 1月29日         | サンクトペテルブルク・レディース・トロフィー サンクトペテルブルク $799,000 - ハード (室内) - 28S/32Q/16D                                | ティメア・バシンスキー ベラ・ズボナレワ                       | アーラ・クドゥリャフツェワ カタリナ・スレボトニク             | 2–6, 6–1, [10–3]       |
| 1月29日         | 台湾オープン 台北 $250,000 - ハード - 32S/24Q/16D                                                                                       | ティメア・バボシュ                                            | カテリナ・コズロワ                                            | 7–5, 6–1               |
| 1月29日         | 台湾オープン 台北 $250,000 - ハード - 32S/24Q/16D                                                                                       | 段瑩瑩 王雅繁                                                 | 日比野菜緒 オクサナ・カラシニコワ                             | 7–6(4), 7–6(5)         |
| 2月5日          | フェドカップ1回戦 ミンスク - ハード (室内) プラハ - ハード (室内) ラ・ロッシュ＝シュル＝ヨン - ハード (室内) アシュビル - ハード (室内) | 勝利チーム · ドイツ · チェコ · フランス · アメリカ合衆国      | 敗退チーム · ベラルーシ · スイス · ベルギー · オランダ        | 3–2 3–1 3–2 3–1        |
| 2月12日         | カタール・トータル・オープン ドーハ $3,198,000 - ハード - 56S/32Q/28D                                                                   | ペトラ・クビトバ                                              | ガルビネ・ムグルサ                                            | 3–6, 6–3, 6–4          |
| 2月12日         | カタール・トータル・オープン ドーハ $3,198,000 - ハード - 56S/32Q/28D                                                                   | ガブリエラ・ダブロウスキー エレナ・オスタペンコ               | アンドレヤ・クレパーチ マリア・ホセ・マルティネス・サンチェス | 6–3, 6–3               |
| 2月19日         | ドバイ・デューティ・フリー・テニス選手権 ドバイ $2,623,485 - ハード - 28S/32Q/16D                                                       | エリナ・スビトリナ                                            | ダリア・カサトキナ                                            | 6–4, 6–0               |
| 2月19日         | ドバイ・デューティ・フリー・テニス選手権 ドバイ $2,623,485 - ハード - 28S/32Q/16D                                                       | 詹皓晴 楊釗煊                                                 | 謝淑薇 彭帥                                                   | 4–6, 6–2, [10–6]       |
| 2月19日         | ハンガリー・レディース・オープン ブダペスト $250,000 - ハード (室内) - 32S/24Q/16D                                                      | アリソン・バン・アイトバンク                                  | ドミニカ・チブルコバ                                          | 6–3, 3–6, 7–5          |
| 2月19日         | ハンガリー・レディース・オープン ブダペスト $250,000 - ハード (室内) - 32S/24Q/16D                                                      | ヒオヒーナ・ガルシア・ペレス ファンニ・シュトッラル           | キルステン・フリプケンス ヨハンナ・ラーション                 | 4–6, 6–4, [10–3]       |
| 2月26日         | アビエルト・メキシコ・テルセル アカプルコ $250,000 - ハード - 32S/24Q/16D                                                               | レシア・ツレンコ                                              | シュテファニー・フェーゲレ                                    | 5–7, 7–6(2), 6–2       |
| 2月26日         | アビエルト・メキシコ・テルセル アカプルコ $250,000 - ハード - 32S/24Q/16D                                                               | タチヤナ・マリア ヘザー・ワトソン                             | ケイトリン・クリスティアン サブリナ・サンタマリア             | 7–5, 2–6, [10–2]       |
| 3月5日 3月12日  | BNPパリバ・オープン インディアンウェルズ $8,648,508 - ハード - 96S/48Q/32D                                                              | 大坂なおみ                                                    | ダリア・カサトキナ                                            | 6–3, 6–2               |
| 3月5日 3月12日  | BNPパリバ・オープン インディアンウェルズ $8,648,508 - ハード - 96S/48Q/32D                                                              | 謝淑薇 バルボラ・ストリコバ                                   | エカテリーナ・マカロワ エレーナ・ベスニナ                     | 6–4, 6–4               |
| 3月19日 3月26日 | マイアミ・オープン マイアミ $8,648,508 - ハード - 96S/48Q/32D                                                                           | スローン・スティーブンス                                      | エレナ・オスタペンコ                                          | 7–6(5), 6–1            |
| 3月19日 3月26日 | マイアミ・オープン マイアミ $8,648,508 - ハード - 96S/48Q/32D                                                                           | アシュリー・バーティ ココ・バンダウェイ                       | バルボラ・クレシコバ カテリナ・シニアコバ                     | 6–2, 6–1               |
| 4月2日          | ボルボ・カーズ・オープン チャールストン $800,000 - クレー - 56S/32Q/16D                                                                 | キキ・ベルテンス                                              | ユリア・ゲルゲス                                              | 6–2, 6–1               |
| 4月2日          | ボルボ・カーズ・オープン チャールストン $800,000 - クレー - 56S/32Q/16D                                                                 | アーラ・クドゥリャフツェワ カタリナ・スレボトニク             | アンドレヤ・クレパーチ マリア・ホセ・マルティネス・サンチェス | 6–3, 6–3               |
| 4月2日          | アビエルトGNPセグロス モンテレイ $250,000 - ハード - 32S/32Q/16D                                                                        | ガルビネ・ムグルサ                                            | ティメア・バボシュ                                            | 3–6, 6–4, 6–3          |
| 4月2日          | アビエルトGNPセグロス モンテレイ $250,000 - ハード - 32S/32Q/16D                                                                        | ナオミ・ブローディ サラ・ソリベス・トルモ                     | ディサイラエ・クロークザイク ジュリアーナ・オルモス           | 3–6, 6–4, [10–8]       |
| 4月9日          | クラロ・コルサニータス・カップ ボゴタ $250,000 - クレー - 32S/24Q/16D                                                                   | アンナ・カロリナ・シュミエドロバ                              | ララ・アルアバレナ                                            | 6–2, 6–4               |
| 4月9日          | クラロ・コルサニータス・カップ ボゴタ $250,000 - クレー - 32S/24Q/16D                                                                   | ダリラ・ヤクポビッチ イリーナ・フロマチェワ                   | マリアナ・デュケ＝マリーノ ナディア・ポドロスカ               | 6–3, 6–4               |
| 4月9日          | レディース・オープン・ルガーノ ルガーノ $250,000 - クレー - 32S/32Q/16D                                                                 | エリーズ・メルテンス                                          | アリーナ・サバレンカ                                          | 7–5, 6–2               |
| 4月9日          | レディース・オープン・ルガーノ ルガーノ $250,000 - クレー - 32S/32Q/16D                                                                 | キルステン・フリプケンス エリーズ・メルテンス                 | ベラ・ラプコ アリーナ・サバレンカ                             | 6–1, 6–3               |
| 4月16日         | フェドカップ準決勝 シュトゥットガルト - クレー エクス＝アン＝プロヴァンス - クレー                                                      | 勝利チーム · チェコ · ドイツ                                  | 敗退チーム · アメリカ合衆国 · フランス                        | 4–1 3–2                |
| 4月23日         | ポルシェ・テニス・グランプリ シュトゥットガルト $816,000 - クレー - 28S/32Q/16D                                                         | カロリナ・プリスコバ                                          | ココ・バンダウェイ                                            | 7–6(2), 6–4            |
| 4月23日         | ポルシェ・テニス・グランプリ シュトゥットガルト $816,000 - クレー - 28S/32Q/16D                                                         | ラケル・アタウォ アンナ＝レナ・グローネフェルト               | ニコール・メリチャー クベタ・ペシュケ                         | 6–4, 6–7(5), [10–5]    |
| 4月23日         | イスタンブール・カップ イスタンブール $250,000 - クレー - 32S/24Q/16D                                                                   | ポーリーン・パルマンティエ                                    | ポロナ・ヘルツォグ                                            | 6–4, 3–6, 6–3          |
| 4月23日         | イスタンブール・カップ イスタンブール $250,000 - クレー - 32S/24Q/16D                                                                   | 梁辰 張帥                                                     | クセーニャ・クノル アナ・スミス                               | 6–4, 6–4               |
| 4月30日         | SARラ・プリンセス・ラーラ・メリヤム・グランプリ ラバト $250,000 - クレー - 32S/32Q/16D                                                  | エリーズ・メルテンス                                          | アイラ・トムリャノビッチ                                      | 6–2, 7–6(4)            |
| 4月30日         | SARラ・プリンセス・ラーラ・メリヤム・グランプリ ラバト $250,000 - クレー - 32S/32Q/16D                                                  | アナ・ブリンコワ ラルカ・オラル                               | ヒオヒーナ・ガルシア・ペレス ファンニ・シュトッラル           | 6–4, 6–4               |
| 4月30日         | プラハ・オープン プラハ $250,000 - クレー - 32S/32Q/16D                                                                                 | ペトラ・クビトバ                                              | ミハエラ・ブザルネスク                                        | 4–6, 6–2, 6–3          |
| 4月30日         | プラハ・オープン プラハ $250,000 - クレー - 32S/32Q/16D                                                                                 | ニコール・メリチャー クベタ・ペシュケ                         | ミハエラ・ブザルネスク リジア・マロザワ                       | 6–4, 6–2               |
| 5月7日          | ムチュア・マドリード・オープン マドリード €6,685,828 - クレー - 64S/32Q/28D                                                             | ペトラ・クビトバ                                              | キキ・ベルテンス                                              | 7–6(6), 4–6, 6–3       |
| 5月7日          | ムチュア・マドリード・オープン マドリード €6,685,828 - クレー - 64S/32Q/28D                                                             | エカテリーナ・マカロワ エレーナ・ベスニナ                     | ティメア・バボシュ クリスティナ・ムラデノビッチ               | 2–6, 6–4, [10–8]       |
| 5月14日         | BNLイタリア国際 ローマ €3,076,495 - クレー - 56S/32Q/28D                                                                                | エリナ・スビトリナ                                            | シモナ・ハレプ                                                | 6–0, 6–4               |
| 5月14日         | BNLイタリア国際 ローマ €3,076,495 - クレー - 56S/32Q/28D                                                                                | アシュリー・バーティ デミ・シュールス                         | アンドレア・セスティニ・フラバーチコバ バルボラ・ストリコバ   | 6–3, 6–4               |
| 5月21日         | ニュルンベルク・カップ ニュルンベルク $250,000 - クレー - 32S/24Q/16D                                                                   | ヨハンナ・ラーション                                          | アリソン・リスク                                              | 7–6(4), 6–4            |
| 5月21日         | ニュルンベルク・カップ ニュルンベルク $250,000 - クレー - 32S/24Q/16D                                                                   | デミ・シュールス カタリナ・スレボトニク                       | キルステン・フリプケンス ヨハンナ・ラーション                 | 3–6, 6–3, [10–7]       |
| 5月21日         | ストラスブール国際 ストラスブール $250,000 - クレー - 32S/24Q/16D                                                                       | アナスタシア・パブリュチェンコワ                              | ドミニカ・チブルコバ                                          | 6–7(5), 7–6(3), 7–6(6) |
| 5月21日         | ストラスブール国際 ストラスブール $250,000 - クレー - 32S/24Q/16D                                                                       | ミハエラ・ブザルネスク ラルカ・オラル                         | ナディヤ・キチェノク アナスタシア・ロディオノワ               | 7–5, 7–5               |
| 5月28日 6月4日  | 全仏オープン パリ €18,392,000 - クレー 128S/96Q/64D/32X シングルス – ダブルス – 混合ダブルス                                            | シモナ・ハレプ                                                | スローン・スティーブンス                                      | 3–6, 6–4, 6–1          |
| 5月28日 6月4日  | 全仏オープン パリ €18,392,000 - クレー 128S/96Q/64D/32X シングルス – ダブルス – 混合ダブルス                                            | バルボラ・クレイチコバ カテリナ・シニアコバ                   | 穂積絵莉 二宮真琴                                             | 6–3, 6–3               |
| 5月28日 6月4日  | 全仏オープン パリ €18,392,000 - クレー 128S/96Q/64D/32X シングルス – ダブルス – 混合ダブルス                                            | ラティシア・チャン イワン・ドディグ                           | ガブリエラ・ダブロウスキー マテ・パビッチ                     | 6–1, 6–7(5), [10–8]    |
| 6月11日         | ネイチャーバレー・オープン ノッティンガム $250,000 - 芝 - 32S/32Q/16D                                                                   | アシュリー・バーティ                                          | ジョアンナ・コンタ                                            | 6–3, 3–6, 6–4          |
| 6月11日         | ネイチャーバレー・オープン ノッティンガム $250,000 - 芝 - 32S/32Q/16D                                                                   | アリシア・ロソルスカ アビゲイル・スピアーズ                   | ミハエラ・ブザルネスク ヘザー・ワトソン                       | 6–3, 7–6(5)            |
| 6月11日         | リベマ・オープン スヘルトーヘンボス $250,000 - 芝 - 32S/32Q/16D                                                                         | アレクサンドラ・クルニッチ                                    | キルステン・フリプケンス                                      | 6–7(0), 7–5, 6–1       |
| 6月11日         | リベマ・オープン スヘルトーヘンボス $250,000 - 芝 - 32S/32Q/16D                                                                         | エリーズ・メルテンス デミ・シュールス                         | キキ・ベルテンス キルステン・フリプケンス                     | 3–3, 途中棄権          |
| 6月18日         | ネイチャー・バレー・クラシック バーミンガム $936,128 - 芝 - 32S/32Q/16D                                                                 | ペトラ・クビトバ                                              | マグダレナ・リバリコバ                                        | 4–6, 6–1, 6–2          |
| 6月18日         | ネイチャー・バレー・クラシック バーミンガム $936,128 - 芝 - 32S/32Q/16D                                                                 | ティメア・バボシュ クリスティナ・ムラデノビッチ               | エリーズ・メルテンス デミ・シュールス                         | 4–6, 6–3, [10–8]       |
| 6月18日         | マヨルカ・オープン マヨルカ $250,000 - 芝 - 32S/32Q/16D                                                                                 | タチアナ・マリア                                              | アナスタシヤ・セバストワ                                      | 6–4, 7–5               |
| 6月18日         | マヨルカ・オープン マヨルカ $250,000 - 芝 - 32S/32Q/16D                                                                                 | アンドレヤ・クレパーチ マリア・ホセ・マルティネス・サンチェス | ルーシー・サファロバ バルボラ・ステフコバ                     | 6–1, 3–6, [10–3]       |
| 6月25日         | ネイチャー・バレー国際 イーストボーン $917,664 - 芝 - 48S/24Q/16D                                                                       | キャロライン・ウォズニアッキ                                  | アリーナ・サバレンカ                                          | 7–5, 7–6(5)            |
| 6月25日         | ネイチャー・バレー国際 イーストボーン $917,664 - 芝 - 48S/24Q/16D                                                                       | ガブリエラ・ダブロウスキー 徐一幡                             | イリーナ＝カメリア・ベグ ミハエラ・ブザルネスク               | 6–3, 7–5               |
| 7月2日 7月9日   | ウィンブルドン ロンドン £15,950,500 - 芝 128S/96Q/64D/48X シングルス – ダブルス – 混合ダブルス                                          | アンゲリク・ケルバー                                          | セリーナ・ウィリアムズ                                        | 6–3, 6–3               |
| 7月2日 7月9日   | ウィンブルドン ロンドン £15,950,500 - 芝 128S/96Q/64D/48X シングルス – ダブルス – 混合ダブルス                                          | バルボラ・クレイチコバ カテリナ・シニアコバ                   | ニコール・メリチャー クベタ・ペシュケ                         | 6–4, 4–6, 6–0          |
| 7月2日 7月9日   | ウィンブルドン ロンドン £15,950,500 - 芝 128S/96Q/64D/48X シングルス – ダブルス – 混合ダブルス                                          | ニコール・メリチャー アレクサンダー・ペヤ                     | ビクトリア・アザレンカ ジェイミー・マリー                     | 7–6(1), 6–3            |
| 7月16日         | ブカレスト・オープン ブカレスト $250,000 - クレー - 32S/32Q/16D                                                                         | アナスタシヤ・セバストワ                                      | ペトラ・マルティッチ                                          | 7–6(4), 6–2            |
| 7月16日         | ブカレスト・オープン ブカレスト $250,000 - クレー - 32S/32Q/16D                                                                         | イリーナ＝カメリア・ベグ アンドレア・ミトゥ                   | ダンカ・コビニッチ マリナ・ザネフスカ                         | 6–3, 6–4               |
| 7月16日         | グシュタード・レディース選手権 グシュタード $250,000 - クレー - 32S/16Q/16D                                                             | アリーゼ・コルネ                                              | マンディ・ミネラ                                              | 6–4, 7–6(6)            |
| 7月16日         | グシュタード・レディース選手権 グシュタード $250,000 - クレー - 32S/16Q/16D                                                             | アレクサ・グアラチ ディサイラエ・クロークザイク               | ララ・アルアバレナ ティメア・バシンスキー                     | 4–6, 6–4, [10–6]       |
| 7月23日         | モスクワ・リバー・カップ モスクワ $750,000 - クレー - 32S/32Q/16D                                                                       | オリガ・ダニロビッチ                                          | アナスタシア・ポタポワ                                        | 7–5, 6–7(1), 6–4       |
| 7月23日         | モスクワ・リバー・カップ モスクワ $750,000 - クレー - 32S/32Q/16D                                                                       | アナスタシア・ポタポワ ベラ・ズボナレワ                       | アレクサンドラ・パノワ ガリナ・ボスコボワ                     | 6–0, 6–3               |
| 7月23日         | 江西省オープン 南昌 $220,000 - ハード - 32S/24Q/16D                                                                                     | 王薔                                                          | 鄭賽賽                                                        | 7–5, 4–0 途中棄権      |
| 7月23日         | 江西省オープン 南昌 $220,000 - ハード - 32S/24Q/16D                                                                                     | 蒋欣玗 湯千慧                                                 | 魯晶晶 尤暁迪                                                 | 6–4, 6–4               |
| 7月30日         | シリコンバレー・クラシック サンノゼ $799,000 - ハード - 28S/16Q/16D                                                                     | ミハエラ・ブザルネスク                                        | マリア・サッカリ                                              | 6–1, 6–0               |
| 7月30日         | シリコンバレー・クラシック サンノゼ $799,000 - ハード - 28S/16Q/16D                                                                     | ラティシア・チャン クベタ・ペシュケ                           | リュドミラ・キチェノク ナディヤ・キチェノク                   | 6–4, 6–1               |
| 7月30日         | シティ・オープン ワシントンD.C. $250,000 - ハード - 32S/32Q/16D                                                                         | スベトラーナ・クズネツォワ                                    | ドナ・ベキッチ                                                | 4–6, 7–6(7), 6–2       |
| 7月30日         | シティ・オープン ワシントンD.C. $250,000 - ハード - 32S/32Q/16D                                                                         | 韓馨蘊 ダリヤ・ユラク                                         | アレクサ・グアラチ エリン・ルーリフ                           | 6–3, 6–2               |
| 8月6日          | ロジャーズ・カップ モントリオール $2,820,000 - ハード - 56S/48Q/28D                                                                     | シモナ・ハレプ                                                | スローン・スティーブンス                                      | 7–6(6), 3–6, 6–4       |
| 8月6日          | ロジャーズ・カップ モントリオール $2,820,000 - ハード - 56S/48Q/28D                                                                     | アシュリー・バーティ デミ・シュールス                         | ラティシア・チャン エカテリーナ・マカロワ                     | 4–6, 6–3, [10–8]       |
| 8月13日         | ウエスタン・アンド・サザン・オープン シンシナティ $2,874,299 - ハード - 56S/48Q/28D                                                     | キキ・ベルテンス                                              | シモナ・ハレプ                                                | 2–6, 7–6(6), 6–2       |
| 8月13日         | ウエスタン・アンド・サザン・オープン シンシナティ $2,874,299 - ハード - 56S/48Q/28D                                                     | ルーシー・ハラデツカ エカテリーナ・マカロワ                   | エリーズ・メルテンス デミ・シュールス                         | 6–2, 7–5               |
| 8月20日         | コネティカット・オープン ニューヘイブン $799,000 - ハード - 30S/48Q/16D                                                                 | アリーナ・サバレンカ                                          | カルラ・スアレス・ナバロ                                      | 6–1, 6–4               |
| 8月20日         | コネティカット・オープン ニューヘイブン $799,000 - ハード - 30S/48Q/16D                                                                 | アンドレア・セスティニ・フラバーチコバ バルボラ・ストリコバ   | 謝淑薇 ラウラ・シグムント                                     | 6–4, 6–7(7), [10–4]    |
| 8月27日 9月3日  | 全米オープン ニューヨーク $25,282,920 - ハード 128S/128Q/64D/32X シングルス – ダブルス – 混合ダブルス                                   | 大坂なおみ                                                    | セリーナ・ウィリアムズ                                        | 6–2, 6–4               |
| 8月27日 9月3日  | 全米オープン ニューヨーク $25,282,920 - ハード 128S/128Q/64D/32X シングルス – ダブルス – 混合ダブルス                                   | アシュリー・バーティ ココ・バンダウェイ                       | ティメア・バボシュ クリスティナ・ムラデノビッチ               | 3–6, 7–6(2), 7–6(6)    |
| 8月27日 9月3日  | 全米オープン ニューヨーク $25,282,920 - ハード 128S/128Q/64D/32X シングルス – ダブルス – 混合ダブルス                                   | ベサニー・マテック＝サンズ ジェイミー・マリー                 | アリシア・ロソルスカ ニコラ・メクティッチ                     | 2–6, 6–3, [11–9]       |
| 9月10日         | クープ・バンク・ナショナル ケベック・シティー $250,000 - カーペット (室内) - 32S/32Q/16D                                                | ポーリーン・パルマンティエ                                    | ジェシカ・ペグラ                                              | 7–5, 6–2               |
| 9月10日         | クープ・バンク・ナショナル ケベック・シティー $250,000 - カーペット (室内) - 32S/32Q/16D                                                | アジア・ムハンマド マリア・サンチェス                         | ダリヤ・ユラク クセニア・ノール                               | 6–4, 6–3               |
| 9月10日         | ジャパン女子オープンテニス 広島 $250,000 - ハード - 32S/32Q/16D                                                                         | 謝淑薇                                                        | アマンダ・アニシモワ                                          | 6–2, 6–2               |
| 9月10日         | ジャパン女子オープンテニス 広島 $250,000 - ハード - 32S/32Q/16D                                                                         | 張帥 穂積絵莉                                                 | 二宮真琴 加藤未唯                                             | 6–2, 6–4               |
| 9月17日         | 東レ・パンパシフィック・オープン 東京 $1,000,000 - ハード (室内) - 28S/24Q/16D                                                          | カロリナ・プリスコバ                                          | 大坂なおみ                                                    | 6–4, 6–4               |
| 9月17日         | 東レ・パンパシフィック・オープン 東京 $1,000,000 - ハード (室内) - 28S/24Q/16D                                                          | 加藤未唯 二宮真琴                                             | アンドレア・セスティニ・フラバーチコバ バルボラ・ストリコバ   | 6–4, 6–4               |
| 9月17日         | 韓国オープン ソウル $250,000 - ハード - 32S/32Q/16D                                                                                     | キキ・ベルテンス                                              | アイラ・トムリャノビッチ                                      | 7–6(2), 4–6, 6–2       |
| 9月17日         | 韓国オープン ソウル $250,000 - ハード - 32S/32Q/16D                                                                                     | 崔知希 韓娜梨                                                 | 謝淑映 謝淑薇                                                 | 6–3, 6–2               |
| 9月17日         | 広州国際女子オープン 広州 $250,000 - ハード - 32S/24Q/16D                                                                               | 王薔                                                          | ユリア・プチンツェワ                                          | 6–1, 6–2               |
| 9月17日         | 広州国際女子オープン 広州 $250,000 - ハード - 32S/24Q/16D                                                                               | モニク・アダムザック ジェシカ・ムーア                         | ダンカ・コビニッチ ベラ・ラプコ                               | 4–6, 7–5, [10–4]       |
| 9月24日         | 武漢オープン 武漢 $2,746,000 - ハード - 56S/32Q/16D                                                                                     | アリーナ・サバレンカ                                          | アネット・コンタベイト                                        | 6–3, 6–3               |
| 9月24日         | 武漢オープン 武漢 $2,746,000 - ハード - 56S/32Q/16D                                                                                     | エリーズ・メルテンス デミ・シュールス                         | アンドレア・セスティニ・フラバーチコバ バルボラ・ストリコバ   | 6–3, 6–3               |
| 9月24日         | タシケント・オープン タシケント $250,000 - ハード - 32S/24Q/16D                                                                         | マルガリタ・ガスパリャン                                      | アナスタシア・ポタポワ                                        | 6–2, 6–1               |
| 9月24日         | タシケント・オープン タシケント $250,000 - ハード - 32S/24Q/16D                                                                         | オルガ・ダニロビッチ タマラ・ジダンセク                       | ラルカ・オラル イリーナ＝カメリア・ベグ                       | 7–5, 6–3               |
| 10月1日         | チャイナ・オープン 北京 $8,285,274 - ハード - 60S/32Q/28D                                                                               | キャロライン・ウォズニアッキ                                  | アナスタシヤ・セバストワ                                      | 6–3, 6–3               |
| 10月1日         | チャイナ・オープン 北京 $8,285,274 - ハード - 60S/32Q/28D                                                                               | アンドレア・セスティニ・フラバーチコバ バルボラ・ストリコバ   | ガブリエラ・ダブロウスキー 徐一幡                             | 4–6, 6–4, [10–8]       |
| 10月8日         | 天津オープン 天津 $750,000 - ハード - 32S/32Q/16D                                                                                       | キャロリン・ガルシア                                          | カロリナ・プリスコバ                                          | 7–6(7), 6–3            |
| 10月8日         | 天津オープン 天津 $750,000 - ハード - 32S/32Q/16D                                                                                       | ニコール・メリチャー クベタ・ペシュケ                         | モニク・アダムザック ジェシカ・ムーア                         | 6–4, 6–2               |
| 10月8日         | 香港オープン 香港 $750,000 - ハード - 32S/16Q/16D                                                                                       | ダヤナ・ヤストレムスカ                                        | 王薔                                                          | 6–2, 6–1               |
| 10月8日         | 香港オープン 香港 $750,000 - ハード - 32S/16Q/16D                                                                                       | サマンサ・ストーサー 張帥                                     | 青山修子 リジア・マロザワ                                     | 6–4, 6–4               |
| 10月8日         | オーストリア・レディース・リンツ リンツ $250,000 - ハード (室内) - 32S/32Q/16D                                                          | カミラ・ジョルジ                                              | エカテリーナ・アレクサンドロワ                                | 6–3, 6–1               |
| 10月8日         | オーストリア・レディース・リンツ リンツ $250,000 - ハード (室内) - 32S/32Q/16D                                                          | キルステン・フリプケンス ヨハンナ・ラーション                 | ラケル・アタウォ アンナ＝レナ・グローネフェルト               | 4–6, 6–4, [10–5]       |
| 10月15日        | クレムリン・カップ モスクワ $932,866 - ハード (室内) - 28S/32Q/16D                                                                      | ダリア・カサトキナ                                            | オンス・ジャバー                                              | 2–6, 7–6(3), 6–4       |
| 10月15日        | クレムリン・カップ モスクワ $932,866 - ハード (室内) - 28S/32Q/16D                                                                      | アレクサンドラ・パノワ ラウラ・シグムント                     | ラルカ・オラル ダリヤ・ユラク                                 | 6–2, 7–6(2)            |
| 10月15日        | BGLルクセンブルク・オープン ルクセンブルク $250,000 - ハード (室内) - 32S/32Q/16D                                                       | ユリア・ゲルゲス                                              | ベリンダ・ベンチッチ                                          | 6–4, 7–5               |
| 10月15日        | BGLルクセンブルク・オープン ルクセンブルク $250,000 - ハード (室内) - 32S/32Q/16D                                                       | アリソン・バン・アイトバンク グリート・ミネン                 | マンディ・ミネラ ベラ・ラプコ                                 | 7–6(3), 6–2            |
| 10月22日        | TEB・BNPパリバ・WTAチャンピオンシップ シンガポール $7,000,000 - ハード (室内) - 8S (RR)/8D                                              | エリナ・スビトリナ                                            | スローン・スティーブンス                                      | 3–6, 6–2, 6–2          |
| 10月22日        | TEB・BNPパリバ・WTAチャンピオンシップ シンガポール $7,000,000 - ハード (室内) - 8S (RR)/8D                                              | ティメア・バボシュ クリスティナ・ムラデノビッチ               | バルボラ・クレイチコバ カテリナ・シニアコバ                   | 6–4, 7–5               |
| 10月29日        | WTAエリート・トロフィー 珠海 $2,349,363 - ハード (室内) - 12S/6D                                                                        | アシュリー・バーティ                                          | 王薔                                                          | 6–3, 6–4               |
| 10月29日        | WTAエリート・トロフィー 珠海 $2,349,363 - ハード (室内) - 12S/6D                                                                        | リュドミラ・キチェノク ナディヤ・キチェノク                   | 青山修子 リジア・マロザワ                                     | 6–4, 3–6, [10–7]       |
| 11月5日         | フェドカップ決勝 プラハ - ハード (室内)                                                                                                 | チェコ                                                        | アメリカ合衆国                                                | 3–0                    |

## 2018年最終ランキング
| 順位 | 選手                         | ポイント | 出場数 |
| ---- | ---------------------------- | -------- | ------ |
| 1    | シモナ・ハレプ               | 6921     | 17     |
| 2    | アンゲリク・ケルバー         | 5875     | 19     |
| 3    | キャロライン・ウォズニアッキ | 5586     | 19     |
| 4    | エリナ・スビトリナ           | 5350     | 19     |
| 5    | 大坂なおみ                   | 5115     | 20     |
| 6    | スローン・スティーブンス     | 5023     | 20     |
| 7    | ペトラ・クビトバ             | 4630     | 21     |
| 8    | カロリナ・プリスコバ         | 4465     | 23     |
| 9    | キキ・ベルテンス             | 4335     | 25     |
| 10   | ダリア・カサトキナ           | 3415     | 25     |

| 順位 | 選手                                   | ポイント | 出場数 |
| ---- | -------------------------------------- | -------- | ------ |
| 1    | カテリナ・シニアコバ                   | 7775     | 17     |
| 1    | バルボラ・クレイチコバ                 | 7775     | 19     |
| 3    | クリスティナ・ムラデノビッチ           | 7775     | 16     |
| 3    | ティメア・バボシュ                     | 7765     | 17     |
| 5    | バルボラ・ストリコバ                   | 6535     | 21     |
| 6    | エカテリーナ・マカロワ                 | 6205     | 14     |
| 7    | アシュリー・バーティ                   | 6101     | 12     |
| 8    | デミ・シュールス                       | 5925     | 23     |
| 9    | アンドレア・セスティニ・フラバーチコバ | 5840     | 24     |
| 10   | ガブリエラ・ダブロウスキー             | 5085     | 21     |

## 主な引退選手
- ケーシー・デラクア
- ロベルタ・ビンチ
- カリン・クナップ
- フランチェスカ・スキアボーネ
- アナベル・メディナ・ガリゲス
- アニカ・ベック
- 江口実沙
- アグニエシュカ・ラドワンスカ
- パティ・シュナイダー
- マリーナ・エラコビッチ
- ボヤナ・ヨバノフスキ
- ビルジニ・ラザノ
- アレクサンドラ・ウォズニアク
- 荘佳容